# Pedro Pais de Ambia
D. Pedro Pais de Ambia (1230 -?) foi um fidalgo do Reino de Castela e Senhor de Lobios, município raiano da Espanha na província de Ourense, comunidade autónoma da Galiza.

## Relações familiares
Foi filho de D. Paio Anes de Ambia (1210 -?) e de Maria Rodrigues da Baião (c. 1210 -?) Casou em 1260 com Maria Fernandes de Lima (c. 1230 -?), filha de Fernão Anes Gundiães (1210 -?), de quem teve:
1. D. Elvira Peres (1255 -?) casou em 1280 com D. Nuno Gonçalves da Nóvoa (1250 -?),
2. Maria Peres Pais de Ambia (1260 -?) casou com Rodrigo Álvares Daza,
3. Inês Pires de Ambia casada com Mem Pais Sored (entre 1170 e 1180 -?) foi o 1.º Senhor de Sotomaior.